# Uthmán ibn Affán
Otman ibn Affán (en árabe: عثمان بن عفان‎, romanizado: ʿUthmān ibn ʿAffān; (Taif, circa 574 – Medina, 17 de junio de 656), fue un yerno y compañero notable de Mahoma, así como el tercero de los califas ortodoxos.  Nacido en un clan prominente de La Meca, los Banu Umayya de la tribu de los coraichitas, jugó un papel importante en la historia mahometana temprana y es recordado por haber ordenado la compilación de la versión estándar del corán. Cuando el califa Omar murió en el cargo a la edad de 59 o 60 años, Otman, para entonces de 64 o 65 años, se convirtió en su sucesor, siendo el segundo de mayor edad en gobernar como califa. Su nombre puede encontrarse también como Utmán, Uzmán, Otmán, Othmán u Osman (esta última es la forma turca y persa del nombre). Fue el tercero de los llamados califas ortodoxos, la primera serie de califas que gobernó el Imperio islámico entre la muerte de Mahoma y la división que dio lugar al califato omeya. Gobernó entre los años 644 y 656.
Bajo el liderazgo de Otman, el imperio islámico se expandió a Fars (en el actual Irán) en 650, y algunas áreas del Jorāsān (en el actual Afganistán) en 651. La conquista de Armenia había comenzado para la década de 640. Su reinado también fue escenario de protestas y disturbios generalizados que terminaron llevando a una revuelta armada y a su asesinato.
Otman estaba casado con Ruqayya y, a la muerte de esta, se casó con Umm Kulthum. Dos de sus esposas, pues, eran hijas de Mahoma y Jadiya, lo que le valió el título honorífico de Dhū al-Nurayn ("El poseedor de dos luces"). Por lo tanto, también era cuñado del cuarto califa Rāshidun Ali, cuya propia esposa, Fátima, era la hija menor de Mahoma.

## Familia y primeros años
Uthmán era hijo de Affān ibn Abi al-'As, de los Umayya (Omeya), y de Arwa bint Kurayz, de los Abdshams, los dos, clanes afluentes de la tribu Quraysh (coraichita) en La Meca. La madre de Arwa había sido Umm Hákim bint Abd ul-Muttálib, lo que hacía a Arwa prima en primer grado de Mahoma y a Uthmán primo en segundo grado del profeta. Uthmán tenía una hermana, Amina. Era bisnieto de Abd Shams, tío bisabuelo de Mahoma. Por su hermano mayor Abu Sufyan era tío de Muawiya ibn Abi Sufyan. Sus relaciones con el profeta eran excelentes, como puede desprenderse del hecho de que se casó sucesivamente con dos de sus hijas, Rukayya y Umm Kulthum.
Uthmán nació en Ta'if. La fecha exacta es motivo de discusión y se señalan fechas entre 573 y 576 como posibles fechas.: 57  Se le menciona como uno de los 22 mecanos "en los albores del Islam" que sabía escribir.
Su padre, Affán, murió a temprana edad durante un viaje al extranjero, dejándole a Uthmán una gran herencia. Se hizo comerciante como su padre, y su negocio floreció, convirtiéndolo en uno de los hombres más ricos entre la tribu de los coraichitas.

## Durante la época de Mahoma

### Conversión al islam
Al regresar de un viaje de negocios de Siria en 611, Uthmán se enteró de que Mahoma había declarado su misión. Tras discutirlo con Abu Bakr, Uthmán decidió convertirse al islam, y Abu Bakr lo llevó ante Mahoma a que declarara su fe. Uthmán se convirtió así en uno de los primeros conversos al islam, después de Ali, Zayd, Abu Bakr y de algunos otros. Su conversión al islam enfureció a su clan, los Banu Umayyah (Omeyas), quienes se oponían firmemente a las enseñanzas de Mahoma.

### Migración a Abisinia
Uthmán y su esposa, Ruqayya, emigraron a Abisinia (en la actual Etiopía) en abril de 615, junto con diez hombres y tres mujeres, todos musulmanes. Decenas de musulmanes se les unieron más tarde. : 235–236  Como Uthmán ya tenía algunos contactos comerciales en Abisinia, continuó ejerciendo su profesión de comerciante y continuó prosperando.
Después de cuatro años, se difundió entre los musulmanes de Abisinia la noticia de que los coraichitas de La Meca habían aceptado el islam, y esta aceptación persuadió a Uthmán, Ruqayya y 39 musulmanes de que era hora de regresar. Sin embargo, al llegar a La Meca descubrieron que las noticias sobre la aceptación del islam por parte de los coraichitas eran falsas. Con todo, Uthmán y Ruqayya se establecieron en La Meca. : 167–169  : 238  Uthmán tuvo que empezar su negocio de cero, pero los contactos que ya había establecido mientras estaba en Abisinia trabajaron a su favor y su negocio volvió a prosperar.

### Migración a Medina
En 622, Uthmán y su esposa, Ruqayya, fueron parte del tercer grupo de musulmanes que emigraron a Medina. A su llegada, Uthmán se quedó en casa de Abu Talha ibn Thabit antes de mudarse a la casa que compró poco tiempo después. Uthmán era uno de los comerciantes más ricos de La Meca, y no tuvo necesidad de ayuda financiera por parte de sus hermanos Ansari (musulmanes de Medina), ya que había traído con él a Medina la considerable fortuna que había amasado. La mayoría de los musulmanes de Medina eran agricultores y tenían escaso interés en el comercio, y en consecuencia los judíos controlaban la mayor parte del comercio en la ciudad. Uthmán se dio cuenta de que esto abría considerables oportunidades comerciales para promover el comercio entre musulmanes y pronto se estableció como comerciante en Medina. Con trabajo duro y honestidad, su negocio prosperó, convirtiéndolo en uno de los hombres más ricos de Medina.

### Vida en Medina
Cuando Ali se casó con Fátima, Uthmán compró el escudo de Ali por quinientos dirhams. Cuatrocientos fueron reservados como mahr (dote) para el matrimonio de Fátima, dejando cien para todos los demás gastos. Más tarde, Uthmán le devolvió la armadura a Ali como regalo de bodas.
Ruqayyah cayó enferma en marzo de 624. Uthman fue excusado de sus deberes militares para cuidarla. Murió más tarde ese mismo mes, justamente en el día en que Zayd ibn Harithah regresó a Medina con noticias de su victoria en la Batalla de Badr. Tras la muerte de Ruqayyah, Mahoma le ofreció a otra de sus hijas, Umm Kulthum, como esposa. : 163  El matrimonio se contrajo legalmente en agosto/septiembre de 624, : 128  : 163 pero no vivieron juntos hasta diciembre. El matrimonio no tuvo hijos. : 26  : 163 
Según R. V. C. Bodley, durante la vida de Mahoma, Uthmán no fue una figura destacada, ni había sido investido de autoridad, ni había ganado distinción en las campañas militares de Mahoma. Uthmán tenía reputación de favorecer a los miembros de su familia. Una de las formas en que se demostraba esto era su costumbre de repartir el botín de guerra entre sus parientes, excluyendo a los combatientes.
Durante la invasión de Hamra al-Asad, un espía de La Meca, Muawiyah bin Al Mugheerah, primo de Uthmán ibn Affan, fue capturado. Según el académico musulmán Safiur Rahman Mubarakpuri, Uthmán le dio refugio después de obtener permiso de Mahoma, y Mahoma le dijo que si lo atrapaban nuevamente después de tres días, lo ejecutarían. Como tal, Muawiyah recibió un período de gracia de tres días y consiguió un camello y provisiones para su viaje de regreso a La Meca. Uthmán partió con Mahoma hacia Hamra-al-Asad, pero Muawiyah excedió el tiempo de gracia que se le había dado. Aunque había huido para cuando regresó el ejército, Mahoma ordenó su persecución y ejecución, y las órdenes se llevaron a cabo.

### Últimos años de Mahoma
En 632, el año en que murió Mahoma, Uthmán participó en la Peregrinación de Despedida. Uthmán también estuvo presente en el evento de Ghadir al-Jumm, donde, según fuentes chiitas, estuvo entre los que juraron lealtad a Ali.

## Era del califa Abu Bakr (632–634)
Uthmán tenía una relación muy estrecha con Abu Bakr, ya que se debía a él que Uthmán se hubiese convertido al islam. Cuando Abu Bakr fue elegido como califa, Uthmán fue la primera persona después de Úmar en ofrecerle su lealtad. Durante las guerras Ridda (o Guerras de la Apostasía), Uthmán permaneció en Medina, actuando como consejero de Abu Bakr. En su lecho de muerte, Abu Bakr dictó su testamento a Uthmán, diciendo que su sucesor sería Úmar.

## Elección de Uthmán al Califato
El califa Úmar no designó sucesor, pero, en su lecho de muerte, instauró la shura (consejo) formada por seis compañeros del Profeta, de los que saldría el nuevo califa, pues estos formaban parte de las diez personas a las que el Profeta, en vida, les aseguró el Paraíso. Hay que señalar que, los Ansar (los compañeros del Profeta originarios de Medina) no tenían representante entre el consejo de seis, un detalle que ayudó a que Uthmán fuera elegido en vez de Ali. Este comité estaba compuesto por:
- Ali
- Uthmán ibn Affan
- Abd ur-Rahman bin Awf
- Sa‘d ibn Abi Waqqas
- Al-Zubayr
- Tálhah

Úmar pidió que, después de su muerte, el comité llegara a una decisión final en tres días, y que el próximo califa prestara juramento del cargo al cuarto día. Si Tálhah alcanzaba a unirse al comité dentro de este período, debía participar en las deliberaciones, pero de no regresar a Medina dentro de este período, los demás miembros del comité podían proceder con la decisión. Luego, Abd ur-Rahman bin Awf declinó en su aspiración de ser nombrado califa para poder actuar como moderador y comenzó su tarea entrevistando a cada miembro del comité por separado. Les preguntó por quién votarían. Ali no respondió nada cuando se le preguntó. Uthmán, en cambio, votó por Ali, en tanto que Al-Zubayr votó por Ali o Uthmán, y Saad hizo lo propio por Uthmán.
Uthmán había sido un rico comerciante que había usado sus riquezas para apoyar al islam, pero en ningún momento antes de su califato había mostrado cualidades de liderazgo ni había realmente dirigido algún ejército. A pesar de esto, de acuerdo con Wilferd Madelung, fue elegido por los electores como el único candidato fuerte en contra de Ali, ya que solo él podía, hasta cierto punto, rivalizar con los estrechos lazos de parentesco de Ali con Mahoma.
R. V. C. Bodley creía que después del asesinato de Úmar, Ali había rechazado el califato porque no estaba de acuerdo con gobernar de acuerdo con las regulaciones establecidas por Abu Bakr y Úmar, en tanto que Uthmán sí había aceptado tales términos, los que no cumplió durante su califato de diez años.

## Califato  (644–656)

### El Corán de Uthmán
Aproximadamente en el 650 d. C., Uthmán empezó a notar ligeras diferencias en cómo se pronunciaba el Corán a medida que el islam se expandía más allá de los límites de la Península arábiga hasta Persia, el Levante y el norte de África. Con el objeto de preservar la santidad del texto, Uthmán ordenó a un comité encabezado por Zayd ibn Thabit que usaran la copia del califa Abu Bakr y prepararan entonces una copia estándar del Corán. Así pues, 20 años después de la muerte de Mahoma, el Corán se puso en forma escrita. Este texto se convirtió en el modelo sobre el que se hicieron copias y que se difundieron en los centros urbanos del mundo musulmán, y se cree que otras versiones fueron destruidas.
Si bien los chiitas usan el mismo Corán que los musulmanes sunitas, no creen, sin embargo, que haya sido compilado por primera vez por Uthmán. Los chiitas creen que el Corán fue reunido y compilado por Mahoma durante su vida.
En la balanza religiosa, hizo una recopilación del Corán, tal como persiste en la actualidad, declarando la invariabilidad del texto pues era el auténtico Corán, la palabra de Dios dada al Profeta, en 114 suras (capítulos), siendo la primera "Al Fatiha"(la apertura).

### Administración económica y social

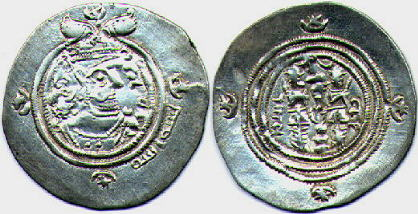
Primeras monedas islámicas del califa Uthmán. Las monedas son de origen persa y tienen una imagen del último emperador persa. Los musulmanes le añadieron la frase Bismillah.

Uthmán era un astuto hombre de negocios y un exitoso comerciante desde su juventud, lo que contribuyó en gran medida al imperio rashidun. Úmar había establecido un estipendio público y, al asumir el cargo, Uthmán lo aumentó en aproximadamente un 25%. Úmar había prohibido la venta de tierras y la compra de tierras agrícolas en los territorios conquistados. Uthmán levantó estas restricciones, en vista del hecho de que el comercio no podía prosperar. Uthmán también permitió a las personas obtener préstamos del tesoro público. Bajo Úmar, se había establecido como política que las tierras de los territorios conquistados no debían distribuirse entre los combatientes, sino que debían seguir siendo propiedad de sus dueños anteriores. El ejército se sintió insatisfecho con esta decisión, pero Úmar había reprimido a la oposición con mano dura. Uthmán dio continuidad a las políticas ideadas por Úmar y hubo más conquistas y los ingresos provenientes de las tierras aumentaron considerablemente.
Úmar había sido muy estricto en el uso del dinero del tesoro público. De hecho, aparte del exiguo estipendio que había sido sancionado a su favor, Úmar no había tomado dinero del tesoro. Tampoco había recibido obsequio alguno, ni permitía que miembros de su familia aceptaran obsequios de parte de nadie. Durante la época de Uthmán, estas restricciones se relajaron. Aunque Uthmán no recibía ningún estipendio personal del erario ni recibía un salario, ya que era un hombre rico y con suficientes recursos propios, a diferencia de Úmar, Uthmán sí aceptaba dádivas y permitía que los miembros de su familia hicieran lo mismo de parte de ciertos sectores. Uthmán declaró honestamente que tenía derecho a utilizar los fondos públicos de acuerdo con su mejor juicio, y nadie le criticó por ello. Las reformas económicas introducidas por Uthmán tuvieron efectos de gran alcance: Los musulmanes, así como los no musulmanes del imperio Rashidun, disfrutaron de una vida económicamente próspera durante su reinado.

### Expansión militar
Durante su gobierno, el estilo militar de Uthmán fue de naturaleza más autónoma, en tanto delegó gran parte de su autoridad militar a sus parientes de confianza, por ejemplo, a Abdullah ibn Aamir, Muawiyah I o Abdullāh ibn Sa'ad ibn Abī as-Sarâḥ, de manera bien diferente a las políticas más centralizadas de Úmar. En consecuencia, esta política más independiente permitió una mayor expansión hasta Sindh, en el Pakistán moderno, que no había sido alcanzado durante el mandato de Úmar.
Muawiyah I había sido nombrado gobernador de Siria por Úmar en 639 para detener el acoso bizantino desde el mar durante las guerras árabo-bizantinas. Sucedió en esto a su hermano mayor Yazid ibn Abi Sufyan, quien murió en una plaga, junto con Abu Ubaidah ibn al-Yarrá, el gobernador previo, y otras 25.000 personas. Ahora, bajo el gobierno de Uthmán en 649, a Muawiyah se le permitió establecer una armada, tripulada por cristianos monofisitas, coptos y marineros cristianos sirios jacobitas, así como por tropas musulmanas, que derrotó a la armada bizantina en la Batalla de los Mástiles en 655, abriendo el Mediterráneo.
En el año 31 de la Hégira (c. 651), Uthmán envió a Abdullah ibn Zubayr y Abdullah ibn Saad a reconquistar el Magreb, donde se enfrentaron con el ejército de Gregorio el Patricio, exarca de África y pariente de Heraclio, de quien se reporta tenía entre 120.000 y 200.000 soldados (aunque según otras estimaciones, el ejército llegaba apenas a 20.000 soldados). Los ejércitos rivales se enfrentaron en Sabuthilag (o Sufetula), que se convirtió en el nombre de esta batalla. Los reportes de al-Bidayah wal Nihayah describen que las tropas de Abdullah estaban completamente rodeadas por el ejército de Gregorio. Sin embargo, Abdullah ibn Zubayr alcanzó a divisar a Gregorio en su carruaje y entonces le pidió a Abdullah ibn Sa'd que dirigiera un pequeño destacamento para emboscarlo. La operación tuvo éxito y Gregorio fue asesinado por el grupo de Zubayr. En consecuencia, la moral del ejército bizantino comenzó a desmoronarse y pronto fueron derrotados.

Algunas fuentes musulmanas afirman que después de que Muhammad ibn Jarir al-Tabari completara la conquista del norte de África, Abdullah ibn Sa'd continuó hacia España. España había sido invadida por primera vez unos sesenta años antes durante el califato de Uthmán. Otros prominentes historiadores musulmanes, como Ibn Kathir, han citado la misma narración. En la descripción de esta campaña, dos de los generales de Abdullah ibn Saad, Abdullah ibn Nafiah ibn Husain y Abdullah ibn Nafi 'ibn Abdul Qais, recibieron la orden de invadir las zonas costeras de España por mar, con la ayuda de una fuerza bereber. Consiguieron conquistar las zonas costeras de al-Ándalus. No se sabe con certeza dónde desembarcó la fuerza musulmana, qué resistencia encontraron o qué partes de España conquistaron realmente. Sin embargo, está claro que los musulmanes conquistaron una parte de España durante el califato de Uthmán, presumiblemente estableciendo colonias en su costa. En esta ocasión, se informa que Uthmán dirigió una carta a la fuerza invasora:
Constantinopla será conquistada desde el lado de Al-Andalus. Así, si la conquistáis, tendréis el honor de dar el primer paso hacia la conquista de Constantinopla. Tendréis vuestra recompensa por esto tanto en este mundo como en el próximo.
Aunque hay evidencia de incursiones contra el reino visigodo en España a finales del siglo VII por parte tanto de bereberes como de musulmanes, no existe evidencia de que España haya sido invadida o de que parte de ella fuera conquistada o colonizada por musulmanes antes de la campaña de 711 de Tariq.
Abdullah ibn Saad también logró el éxito en la primera batalla naval decisiva del califato contra el Imperio Bizantino, la Batalla de los Mástiles.

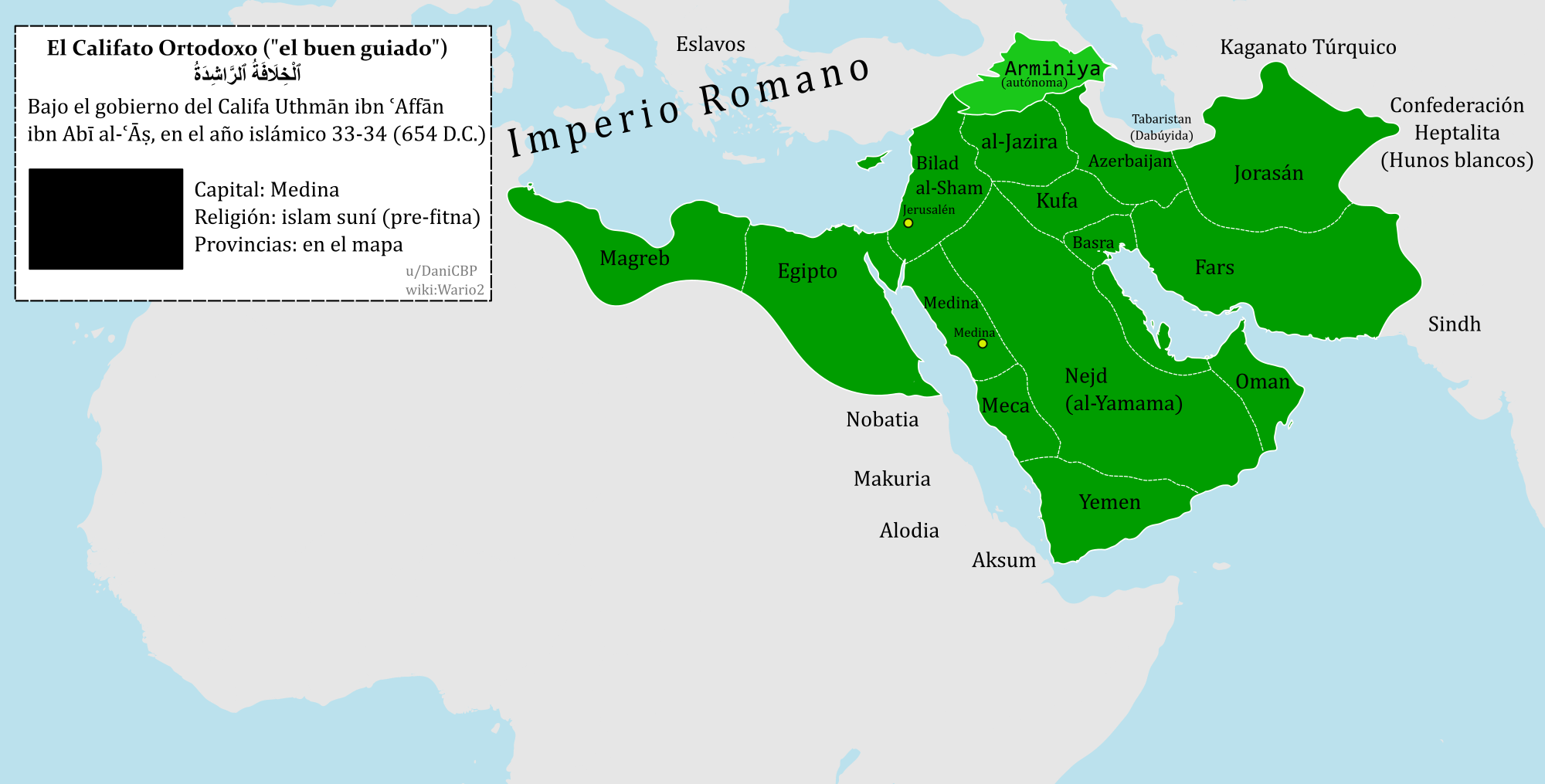
Califato Rashidun en su apogeo bajo Uthmán (654)

Al este, Ahnaf ibn Qais, jefe del clan Banu Tamim y un comandante veterano que conquistó Shushtar anteriormente, lanzó una serie de expansiones militares adicionales atacando aún más a Yazdegerd III cerca del río Oxus en Turkmenistán y luego aplastando una coalición militar de lealistas sasánidas y el imperio heftalita en el Asedio de Herat. Posteriormente, el gobernador de Basora, Abdullah ibn Aamir, también dirigió una serie de campañas exitosas, que fueron desde la supresión de revueltas en Fars, Kermán, Sistán y Jorasán, hasta la apertura de nuevos frentes de conquista en Transoxiana y Afganistán.
En el año siguiente, 652 d. C., Futh Al-Buldan de Baladhuri escribió que Baluchistán había sido reconquistada durante la campaña que se alzó contra la revuelta en Kermān, bajo el mando de Mayasha ibn Mas'ud. Esta fue la primera vez que Baluchistán occidental cayó directamente bajo el control y las leyes del Califato y que tenía que pagar un tributo agrícola.
En general, las campañas militares bajo el gobierno de Uthmán fueron exitosas, con unas pocas excepciones en el reino de Nubia, en el bajo Nilo.

### Oposición pública a las políticas de Uthmán

#### Razones de la oposición
Notando un aumento en la tensión antigubernamental en torno al Califato, la administración de Uthmán decidió determinar los orígenes, alcance y objetivos de tal tensión. En algún punto alrededor del 654, Uthmán llamó a los doce gobernadores provinciales a Medina para discutir estos problemas. Durante este Consejo de Gobernadores, Uthmán ordenó que se adoptaran todas las resoluciones del consejo, de acuerdo con las circunstancias locales. Posteriormente, en el Majlis al Shurah (consejo de ministros), se sugirió a Uthmán que se enviaran agentes confiables a varias provincias para intentar determinar la fuente del descontento. Así pues, Uthmán envió a Muhammad ibn Maslamah a Kufa, a Usama ibn Zayd a Basora, a Ammar ibn Yasir a Egipto y a Abdullah ibn Umar a Siria. Los agentes enviados a Kufa, Basora y Siria informaron que todo estaba bien y la gente estaba en general satisfecha con la administración, si bien había algunas quejas personales menores. Sin embargo, Ammar ibn Yasir, el emisario a Egipto, no regresó a Medina. Rebeldes allí localizados habían estado generando propaganda a favor de que Ali fuera nombrado califa. Ammar ibn Yasir, el enviado, quien había colaborado previamente con Ali, decidió dejar de apoyar a Uthmán a favor de la oposición egipcia. Abdullah ibn Saad, el gobernador de Egipto, en cambio informó a Uthmán sobre las actividades de la oposición. Quería tomar medidas contra estos, que incluían al hijo adoptivo de Ali, Muhammad ibn Abi Bakr, Muhammad bin Abi Hudhaifa, hijo adoptivo de Uthmán, y Ammar ibn Yasir.

#### Intentos de Uthmán de apaciguar a los disidentes
En 655, Uthmán ordenó que quienes tuviesen algún agravio contra la administración, así como los gobernadores y "Amils" a lo largo de todo el califato, se reunieran en La Meca para la peregrinación del Hajj, prometiendo que todos los agravios y quejas legítimos serían reparados. En consecuencia, inmensas delegaciones provenientes de varias ciudades fueron a presentar sus quejas ante la asamblea.
Los rebeldes se dieron cuenta de que la gente de La Meca apoyaba a Uthmán y no estaban dispuestos a escucharlos. Esto representó una gran victoria psicológica para Uthmán. Se dice, según los relatos sunitas, que antes de regresar a Siria, el gobernador Muawiya, primo de Uthmán, sugirió que Uthmán debía marcharse con él a Siria, pues la atmósfera allí era de paz. Uthmán rechazó su oferta, diciendo que no quería salir de la ciudad de Mahoma (es decir, Medina). Muawiya sugirió entonces que se le permitiera enviar un fuerte contingente desde Siria hasta Medina para proteger a Uthmán contra cualquier posible intento de los rebeldes de hacerle daño. Uthmán rechazó también esta oferta, bajo el argumento de que tener fuerzas sirias en Medina sería una incitación a la guerra civil, y que no podía aceptar ser parte de tal movimiento.

## Rebelión armada contra Uthmán
En tanto las políticas en Egipto jugaban el papel principal en la guerra de propaganda en contra del califato, Uthmán convocó a Medina a Abdullah ibn Saad, el gobernador de Egipto, para discutir con él el curso de acción que debería adoptarse. Abdullah ibn Saad llegó a Medina, dejando los asuntos de Egipto a un suplente, pero en su ausencia uno de los rebeldes, Muhammad bin Abi Hudhaifa, dio un golpe de Estado y tomó el poder. Al enterarse de la revuelta en Egipto, Abdullah se apresuró a regresar, pero Uthmán no tenía forma de ofrecerle ayuda militar alguna y, en consecuencia, Abdullah no logró reprimir la revuelta.
Varios académicos sunitas, como Ibn Qutaybah, Ali Ibn Burhanuddin al-Halabi, Ibne Abi-al-Hadeed e Ibne Manzur, escribieron que había varios sahaba destacados entre aquellos que pedían a Uthmán que dimitiera por motivos como el nepotismo y el despilfarro.

### Rebeldes en Medina
Desde Egipto, Kufa y Basora, se enviaron contingentes de unas 1000 personas cada uno a Medina, y cada uno con instrucciones de asesinar a Uthmán y derrocar al gobierno. Los representantes del contingente egipcio esperaban que Ali asumiera el control y le ofrecieron el Califato, pero él rechazó su petición. Los representantes del contingente de Kufa apoyaban en cambio a Al-Zubayr, y los de Basora a Talhah, ofreciéndole a cada uno de ellos su lealtad como el próximo Califa, pero ambas propuestas fueron igualmente rechazadas. Proponiendo alternativas a Uthmán como califa, los rebeldes lograron influir en la opinión pública en Medina a un punto tal que la facción de Uthmán ya no podía ofrecer un frente unido. Uthmán solo contaba con el apoyo activo de los omeyas y algunas otras personas en Medina. Las discordias finalmente llegaron a su punto crítico cuando los rebeldes, a quienes se les había prometido reformas, interceptaron un mensaje supuestamente escrito por Uthmán dirigido al gobernador de Egipto ordenando su ejecución. Prontamente regresaron a la casa de Uthmán donde iniciaron un asedio.

### Asedio de Uthmán
La primera etapa del asedio de la casa de Uthmán no fue severa, pero, a medida que pasaron los días, los rebeldes intensificaron la presión contra Uthmán. Con la partida de los peregrinos de Medina hacia La Meca, la posición de los rebeldes se fortaleció aún más y, como consecuencia, la crisis se profundizó. Los rebeldes sabían que, después de la peregrinación del Hajj, los musulmanes provenientes de todas partes del mundo musulmán reunidos en La Meca podían marchar a Medina en apoyo a Uthmán. Por lo tanto, decidieron tomar medidas contra Uthmán antes de que terminara la peregrinación.
Durante el asedio, los partidarios de Uthmán, que superaban en número a los rebeldes, le pidieron que los dejara luchar, pero Uthmán se rehusó, en un esfuerzo por evitar el derramamiento de sangre entre musulmanes. Desafortunadamente para el anciano Uthmán, la violencia siguió ocurriendo. Así, las puertas de la casa de Uthmán tuvieron que ser cerradas y empezaron a ser custodiadas por el famoso guerrero Abd-Allah ibn al-Zubayr, junto con los hijos de Ali, Hasan ibn Ali y Husáin ibn Ali.

## Muerte
Murió asesinado el 17 de junio de 656, con 79 años u 80 años. Ese día, al encontrar la puerta de la casa de Uthmán fuertemente custodiada por sus partidarios, los rebeldes egipcios decidieron trepar la pared trasera de la casa y entraron en ella sigilosamente, sin que los guardias de la puerta se dieran cuenta. Los rebeldes le encontraron en su habitación y de inmediato le propinaron golpes en la cabeza. Na'ila, la esposa de Uthmán, se arrojó sobre su cuerpo para protegerlo y levantó una mano para desviar el golpe de una espada. El golpe le cercenó los dedos y la hicieron a un lado. El siguiente golpe mató a Uthmán. Algunos de los esclavos de Uthmán contraatacaron, y uno de ellos mató al asesino para luego caer también asesinado por los rebeldes. : 216 
Los amotinados intentaron entonces decapitar el cadáver de Uthmán, pero sus dos viudas, Na'ila y Umm al-Banin, se arrojaron sobre el cuerpo gritando, golpeándose la cara y rasgándose la ropa, hasta que los amotinados cambiaron de opinión. En cambio, saquearon la casa, incluso arrebatando los velos de las mujeres. : 216, 248  Los rebeldes escaparon de la casa y los partidarios de Uthmán en la puerta finalmente los oyeron y entraron, pero era ya demasiado tarde.
Entre sus enemigos se encontraba Abdullah ibn Saba. La polémica ocasionada por su muerte, disconformes con sus decisiones, fue el origen del primer gran cisma del Islam y la primera guerra civil o Primera Fitna.

### Funeral y Entierro

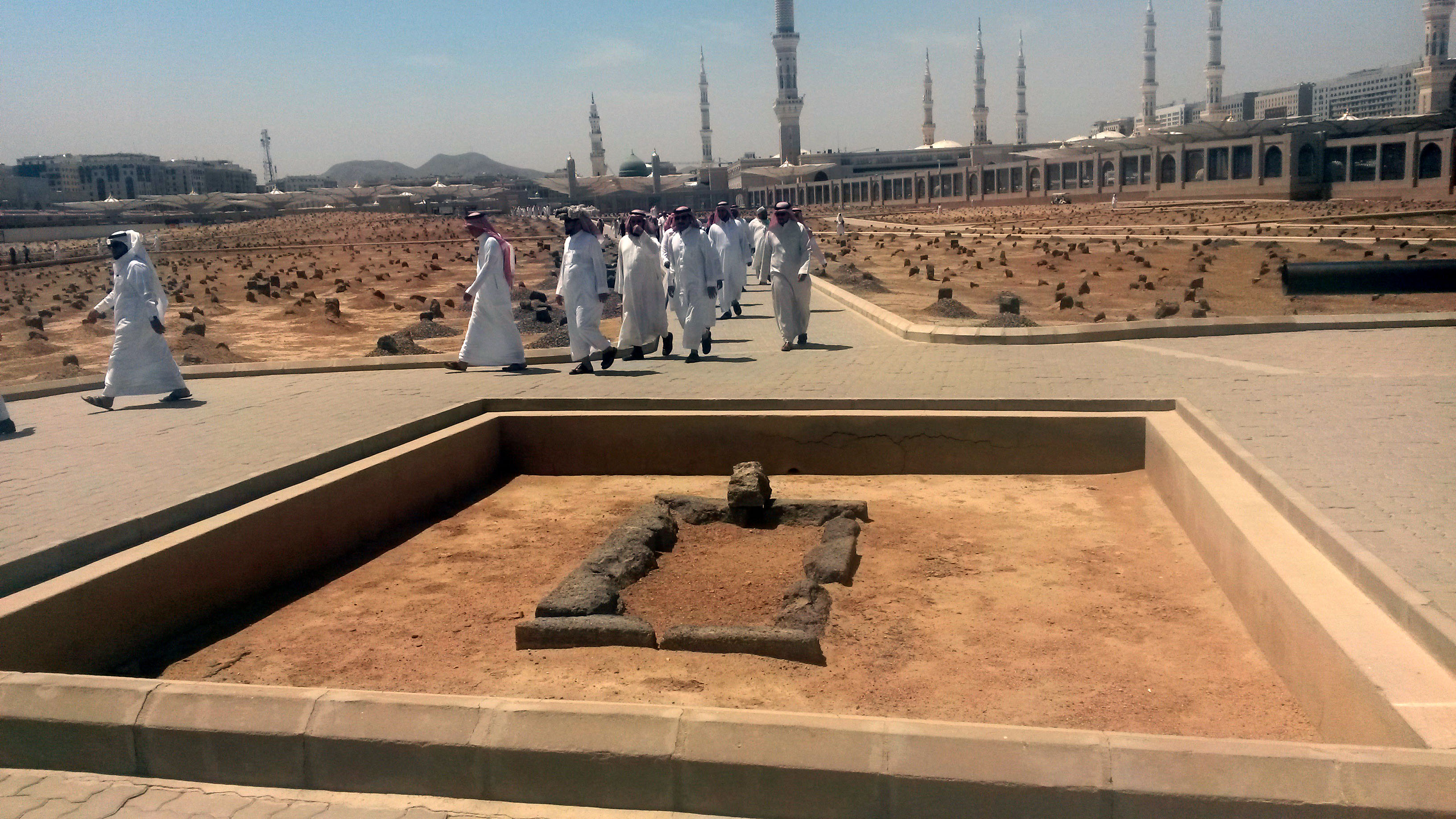
Tumba de Uthmán tras la demolición por parte del régimen saudí.

El cuerpo de Uthmán permaneció en la casa durante tres días, tras lo cual Na'ila, una de las viudas, se acercó a algunos de sus partidarios para que ayudaran con el entierro. Solo respondieron alrededor de una docena de personas, entre ellas Marwan, Zayd ibn Thabit, 'Huwatib bin Alfarah, Jubayr ibn Mut' im, Abu Jahm bin Hudaifa, Hakim bin Hazam y Niyar bin Mukarram. El cuerpo lo levantaron al crepúsculo y, debido al bloqueo, no lograron conseguir un ataúd. El cuerpo no fue lavado, ya que la enseñanza islámica establece que los cuerpos de los mártires no deben lavarse antes del entierro. Así, Uthmán fue llevado al cementerio con la ropa que vestía al momento de su asesinato.
Su cuerpo fue enterrado por Hasan, Husáin, Ali y otros, si bien algunas personas negaron que Ali hubiese asistido al funeral. Naila caminó tras la procesión fúnebre con una lámpara, pero tuvo que apagarla para mantener el secreto. Naila estaba acompañada por algunas mujeres, incluida la hija de Uthmán. : 247, 248 
El cuerpo fue llevado al cementerio de Yannat al-Baqi a ser enterrado. Al parecer, se reunieron allí algunas personas que se resistieron a que Uthmán fuese enterrado en el cementerio musulmán. Debido a esto, los partidarios de Uthmán decidieron enterrarlo más tarde en el cementerio judío localizado detrás de Yannat al-Baqi. Algunas décadas después, los gobernantes omeyas demolieron el muro que separaba los dos cementerios y fusionaron el cementerio judío con el musulmán para asegurarse de que su tumba quedara entonces dentro de un cementerio musulmán.
Yabir bin Muta'am dirigió las oraciones fúnebres, y el cadáver fue bajado a la tumba con poca ceremonia. Después del entierro, Naila y Aisha querían pronunciar algunas palabras, pero se les pidió que no lo hicieran debido al posible peligro de que atrajera a los amotinados. : 247 

## Consecuencias del asesinato
El asesinato de Uthmán dio inicio a una serie de sangrientos conflictos en el interior de la comunidad musulmana que se conocen de manera colectiva como la Primera Fitna, un término que es a menudo traducido como "guerra civil," pero que además sugiere una época de tentación y prueba, discordia y caos. Esta Primera Fitna habría de continuar a lo largo del reinado del sucesor de Uthmán, Ali ibn Ali Talib (r. 656-661), y solo terminó con el asesinato de este y el ascenso de la dinastía Omeya, a la que pertenecía Uthmán.

## Causas de la revuelta anti-Uthmán
La razón real del movimiento en contra de Uthmán es motivo de disputa entre musulmanes chiitas y sunitas. Según fuentes sunitas, a diferencia de su predecesor, Úmar, quien había mantenido la disciplina con mano dura, Uthmán había sido menos riguroso y se había centrado más en la prosperidad económica. Bajo el gobierno de Uthmán, la gente se hizo más próspera y en el plano político llegó a disfrutar de un mayor grado de libertad. No se crearon instituciones con el objeto de canalizar la actividad política y, en su ausencia, los celos y rivalidades tribales preislámicas, que habían sido reprimidos bajo los gobiernos de los califas anteriores, estallaron una vez más. La gente se aprovechó de la falta de severidad de Uthmán, lo que se convirtió en un dolor de cabeza para el estado, y culminó con su asesinato.
Según Wilferd Madelung, durante el reinado de Uthmán, "las quejas contra sus actos arbitrarios eran sustanciales para los estándares de la época. Las fuentes históricas mencionan una extensa lista de los delitos de los que se le acusaba.... Fue sólo su muerte violenta lo que iba a absolverle de cualquier ahdath en la ideología sunita. y lo que le iba a convertir en un mártir y en el tercer Califa Bien Guiado." De acuerdo con Keaney Heather, como califa, Uthmán se basó únicamente en su propia arbitrio a la hora elegir su gabinete, lo que llevó a decisiones que generaron resistencia dentro de la comunidad musulmana. En efecto, su estilo de gobierno habría de convertir a Uthmán en una de las figuras más controvertidas de la historia islámica.
La resistencia contra Uthmán surgió porque favorecía a los miembros de su familia a la hora de elegir a los gobernadores, razonando que, al hacerlo, podía ejercer más influencia sobre cómo se dirigía el califato y, en consecuencia mejorar el sistema capitalista que intentaba establecer. Lo contrario terminó siendo cierto, y las personas que designó resultaron teniendo más control sobre la manera en la que conducía los asuntos gubernamentales de lo que había planeado originalmente. Llegaron incluso a imponer el autoritarismo en sus provincias. De hecho, los principales compañeros de Mahoma recibieron numerosas cartas anónimas quejándose de la presunta tiranía de los gobernadores designados por Uthmán. Además, se enviaron cartas a los líderes de la opinión pública de diferentes provincias en relación con el presunto mal manejo del poder por parte de la familia de Uthmán. Esto contribuyó al malestar en el imperio y finalmente Uthmán tuvo que investigar el asunto en un intento por determinar la autenticidad de tales rumores. Wilferd Madelung pone en duda el supuesto papel de Abdullah ibn Saba en la rebelión contra Uthmán y observa que pocos historiadores modernos, si es que alguno, aceptaría la leyenda de Sayf sobre Ibn Saba.
Bernard Lewis, un académico del siglo XX, dice de Uthmán:
Uthmán, como Muawiya, era miembro de la principal familia Omeya de La Meca y era de hecho el único representante de los patricios de La Meca entre los primeros compañeros del Profeta con el suficiente prestigio como para ser candidato. Para ellos, su elección fue a la vez su victoria y su oportunidad. Tal oportunidad no fue desaprovechada. Uthmán cayó pronto bajo la influencia de las familias dominantes de La Meca y uno tras otro, los altos cargos del Imperio fueron a parar a manos de los miembros de esas familias. La debilidad y el nepotismo de Uthmán llevó a un punto crítico el resentimiento que durante algún tiempo había estado gestándose oscuramente entre los guerreros árabes. La tradición musulmana atribuye la ruptura que ocurrió durante su reinado a los defectos personales de Uthmán. Pero las causas son mucho más profundas y la culpa de Uthmán radica en su incapacidad para reconocerlas, controlarlas o remediarlas.
Según R. V. C. Bodley, Uthmán puso a la mayor parte de la nación islámica bajo el control de sus parientes, los Bani Umayya (omeyas), quienes habían estado parcialmente malditos durante la vida de Mahoma.

## Aspecto y carácter
El historiador al-Tabari señala que Uthmán era de mediana estatura, huesos fuertes y hombros anchos, y que caminaba con las piernas arqueadas. Se dice que tenía extremidades largas, pantorrillas robustas y antebrazos largos y velludos. Aunque se le describe comúnmente como muy apuesto y de tez tersa, se dice que al observársele de cerca eran evidentes cicatrices leves en su rostro, resultado de un brote de viruela en su infancia. Tenía una barba castaña rojiza a la que aplicaba azafrán y cabello espeso y rizado que dejaba crecer hasta más allá de sus orejas, aunque mostraba calvicie en la parte delantera. Sus dientes estaban atados con alambre de oro, y los frontales eran particularmente finos.
A diferencia de su predecesor Umar, Uthmán no era un orador habilidoso, y se había quedado sin saber qué decir durante su primer discurso como califa. Permanecía algo apartado de los demás compañeros cercanos, habiendo sido un príncipe comerciante, elegante, educado y culto que destacaba entre sus compatriotas más pobres. Este era un rasgo que había sido reconocido por Mahoma. Una historia relata que Aisha, habiendo notado que Mahoma se reclinaba cómodamente y hablaba casualmente en presencia de Abu Bakr y Umar, le preguntó por qué en cambio cuando se dirigió a Uthmán, había preparado su ropa pulcramente y adoptado una actitud formal. Mahoma le respondió que "Uthmán es modesto y tímido y si hubiera sido informal con él, no me habría dicho lo que había venido a decir".
Uthmán era un hombre de familia que llevaba una vida sencilla incluso después de convertirse en califa, a pesar de que tenía un floreciente negocio familiar que lo había enriquecido. A los califas anteriores se les había pagado por sus servicios con fondos del bayt al-mal, el tesoro público, pero el rico e independiente Uthmán nunca recibió salario. Uthmán también era humanitario: solía liberar esclavos todos los viernes, cuidaba de viudas, huérfanos y era caritativo de manera ilimitada. Su paciencia y resistencia eran algunas de las características que lo habían convertido en un líder exitoso.[cita requerida] Como una forma de cuidar a las esposas de Mahoma, les duplicó sus mesadas. Sin embargo, Uthmán no era completamente unidimensional y simple: se construyó un palacio en Medina, conocido como Al-Zawar, con la característica notable de tener puertas de madera preciosa. Si bien Uthmán pagó el palacio con su propio dinero, los musulmanes chiitas consideraron este como su primer paso hacia gobernar como un rey.
Se le preguntó a Uthmán por qué no bebía vino durante la Era de la Ignorancia (antes de la revelación del islam), cuando aún no había objeciones a esta práctica. El respondió diciendo: "Vi que hacía que el intelecto huyera en su totalidad, y nunca he sabido de nada que hiciera esto y que luego regresara en su totalidad".

## Legado
La opinión general de la comunidad musulmana sunita y de los historiadores sunitas sobre el gobierno de Uthmán fue positiva, particularmente en lo que respecta a su falta de severidad. En opinión de ellos, su presunto nepotismo en relación con los parientes que nombró, como Muawiya o Abdullah ibn Aamir, demostró ser eficaz tanto en la gestión militar como política. Historiadores como Zaki Muhammad, acusaron a Uthmán de corrupción, particularmente en el caso de Waleed ibn Uqba.
Quizás el acto más significativo de Uthmán fue permitir que Muawiya y Abdullah ibn Saad, gobernadores respectivamente de Siria y del norte de África, formaran la primera armada musulmana integrada en el mar Mediterráneo, rivalizando con el dominio marítimo del Imperio Bizantino. La conquista de la costa sureste de España por parte de Ibn Saad, así como su impresionante victoria en la Batalla de los Mástiles en Licia y la expansión a otras costas del Mar Mediterráneo generalmente se pasan por alto. Estos logros dieron lugar a la primera armada musulmana permanente, lo que permitió la primera colonización marítima musulmana de Chipre y Rodas. Posteriormente, esto habría de allanar el camino para el establecimiento de varios estados musulmanes en el mar Mediterráneo durante las posteriores eras omeya y abasí, que ocurrió en la forma del Emirato de Sicilia y su vasallo menor el Emirato de Bari, así como el Emirato de Creta y la Dinastía Aglabí. La importancia del desarrollo naval de Uthmán y su legado político también fue destacada por Muhammad M.Ag, autor de Islamic Fiscal and Monetary Policy un punto reforzado por Hassan Khalileh haciendo referencia al Tarikh al Bahriyya wal Islamiyya fii Misr wal Sham ("Historia de la Mares e Islam en Egipto y Levante") de Ahmad Abaddy y Esayyed Salem.
Desde una perspectiva expansionista, Uthmán es considerado experto en la gestión de conflictos, como se desprende de la forma como manejó a las primeras colonias musulmanas acaloradas y atribuladas, como Kufa y Basora, dirigiendo a los exaltados colonos árabes hacia nuevas campañas militares y expansiones. Esto no solo resultó en la resolución de los conflictos internos en esos asentamientos, sino que además expandió aún más el territorio del califato Rashidun hasta el sur de Iberia por el occidente y hasta Sindh, Pakistán, por el oriente.